# Гай Юлий Стаций Север
Гай Юлий Стаций Север (на латински: Gaius Iulius Statius Severus) е политик и сенатор на Римската империя през 2 век.
През 154 г. той е суфектконсул заедно с Тит Юний Север.